# 中田優子
中田 優子（なかだ ゆうこ、1989年〈平成元年〉12月12日 - ）は、日本の政治家。参政党所属の参議院議員（1期）。

## 来歴
福岡県福岡市出身。公立高校に進学したが、三角関数などの教育の必要性に疑問を感じ、2年生の時に中退。その後、通信制の屋久島おおぞら高校を卒業。
2013年からは美容関連会社、2018年からは建築不動産会社、2021年からは不動産会社で勤務。
新型コロナウイルス感染症の世界的流行を機にコロナワクチンを巡る報道などに違和感を覚え、Youtubeやネット記事で情報を収集する過程で参政党の主張に共感。2022年頃より同党の活動に参加する。
2025年7月、第27回参議院議員通常選挙に福岡選挙区から参政党公認で立候補し、初当選した。

## 人物
20歳の時に出産した長男がいるシングルマザーである。
宅地建物取引士の資格を有している。

## 選挙歴
| 当落 | 選挙                     | 執行日         | 年齢 | 選挙区       | 政党   | 得票数    | 得票率 | 定数 | 得票順位 /候補者数 | 政党内比例順位 /政党当選者数 |
| ---- | ------------------------ | -------------- | ---- | ------------ | ------ | --------- | ------ | ---- | ------------------ | ---------------------------- |
| 当   | 第27回参議院議員通常選挙 | 2025年07月20日 | 35   | 福岡県選挙区 | 参政党 | 38万592票 | 16.61% | 3    | 2/13               | /                            |